# Sternostena triangularis
Sternostena triangularis es una especie de insecto coleóptero de la familia Chrysomelidae.
Fue descrita científicamente en 1931 por Uhmann.